# Pitulicea, Buzău
Pitulicea este un sat în comuna Glodeanu Sărat din județul Buzău, Muntenia, România. Se află în Câmpia Română, aproape de extremitatea sud-vestică a județului.